# Paraleptognathia typica
Paraleptognathia typica is een naaldkreeftjessoort uit de familie van de Akanthophoreidae. De wetenschappelijke naam van de soort is voor het eerst geldig gepubliceerd in 1981 door Kudinova-Pasternak.